# Губастово
Гу́бастово — деревня в городском округе Коломна Московской области. До 2017 года относилась к Хорошовскому сельскому поселению Коломенского района. В 1994—2003 годах — центр Губастовского сельского округа. Население — 472 чел. (2021).

## География
Расположена между пгт Пески и деревней Чуркино.
Река Мезенка огибает деревню Губастово. В 2008 году администрация построила плотину перед мостом, но её каждый год размывает. В образовавшийся пруд запускали мальков карпа, процветает рыбалка. Купаться неудобно из-за плохого дна. Протяжённость деревни составляет примерно 1 км и насчитывает около 100 домов.

## История
Раньше деревня носила названия Лыткино или Лоткино. Происхождение названия не выяснено. Довольно часто деревню называют Губа́стово, делая ударение не на том слоге.

## Население
| 2002 | 2006 | 2010 | 2021 |
| ---- | ---- | ---- | ---- |
| 546  | ↘516 | ↗564 | ↘472 |

## Достопримечательности
В Губастово находится памятник участникам Великой Отечественной войны, посвящённый памяти односельчан со списком из 37 фамилий.

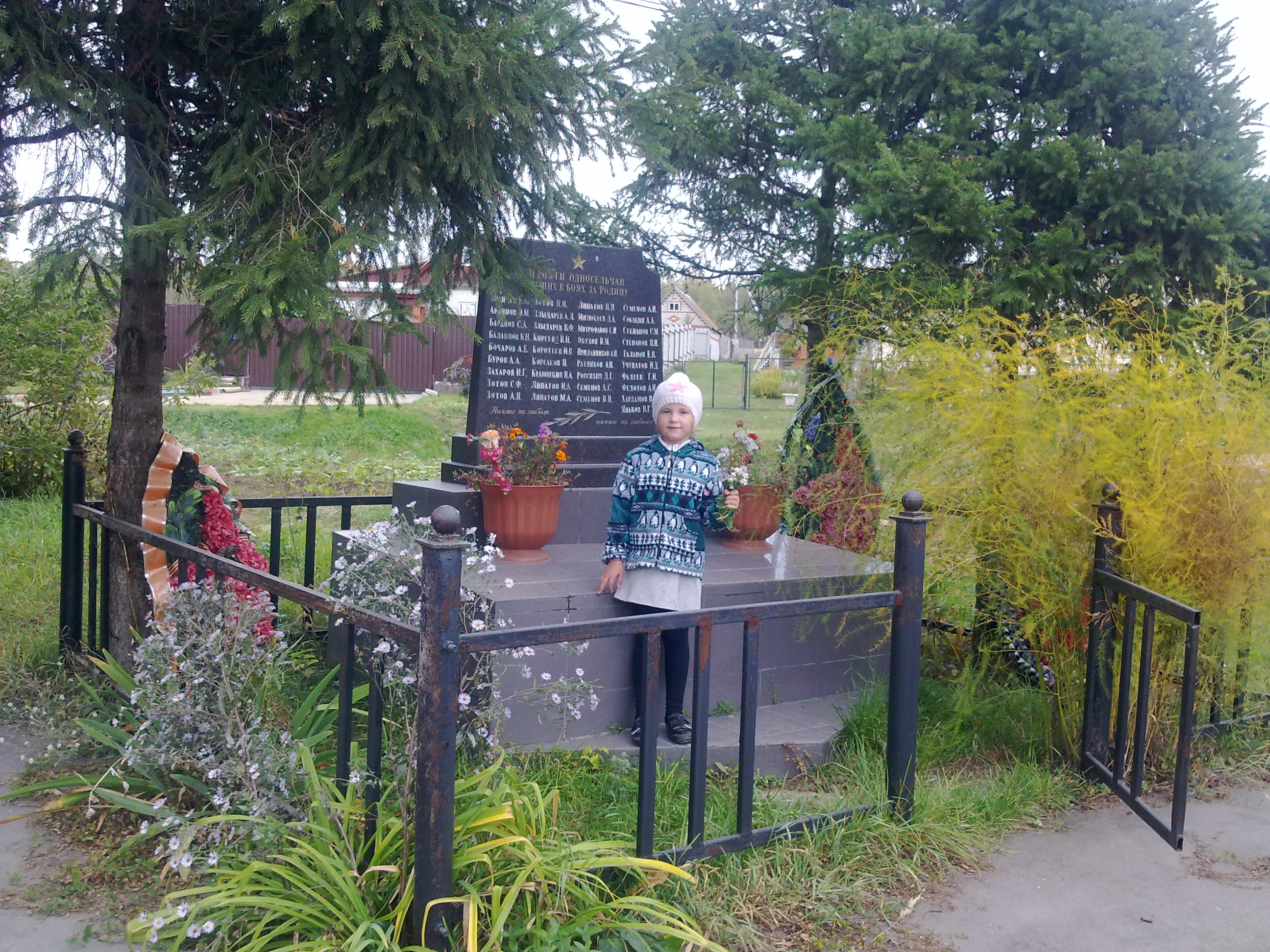
Мемориал «Памяти односельчанам, погибшим в боях за Родину.» в Губастово

## События
В ночь на 28 февраля 2023 года вблизи деревни Губастово и в непосредственной близости от газовой компрессорной станции «Воскресенск», принадлежащей «Газпрому», упал украинский беспилотный летательный аппарат UJ-22 Airborne, производства «Укрджет». Внутри беспилотника обнаружили две взрывчатки С-4 общим весом около одного килограмма и четыре заряда к РПГ.

## Люди, связанные с деревней
Князь Черкасский, Дмитрий Борисович (23 июля 1806 — 26 февраля 1864) — владелец, гвардии полковник. Поколенная роспись рода князей Черкасских